# Équipe d'Indonésie féminine de football
Cet article traite de l'équipe féminine. Pour l'équipe masculine, voir Équipe d'Indonésie de football.
Maillots
L'équipe d'Indonésie féminine de football est l'équipe nationale qui représente l'Indonésie dans les compétitions internationales de football féminin. Elle est gérée par la Fédération d'Indonésie de football.
Les Indonésiennes ont participé à 5 éditions de la Coupe d'Asie ; éliminées en phase de groupes en 1981, 1989 et 2022, elles terminent quatrièmes en 1977 et 1986. Elles n'ont jamais participé à une phase finale de Coupe du monde ou des Jeux olympiques.
Elles sont quatrièmes du Championnat d'Asie du Sud-Est féminin de football en 2004.
Elles sont aussi quatrièmes aux Jeux d'Asie du Sud-Est en 1997 et en 2001.

## Classement FIFA
| Année              | 2003 | 2004 | 2005 | 2006 | 2007 | 2008 | 2009 | 2010 | 2011 | 2012 | 2013 | 2014 | 2015 | 2016 | 2017 | 2018 | 2019 | 2020 | 2021 | 2022 | 2023 | 2024 |
| ------------------ | ---- | ---- | ---- | ---- | ---- | ---- | ---- | ---- | ---- | ---- | ---- | ---- | ---- | ---- | ---- | ---- | ---- | ---- | ---- | ---- | ---- | ---- |
| Classement mondial | 60   | 62   | 64   | 65   | 70   | 68   | 64   | 69   | 68   | 67   | 68   | 75   | 77   | 128  | 119  | 84   | 92   | 87   | 94   | 97   | 108  | 97   |